# Copa Mohamed V 1979
La Copa Mohamed V 1979 fue la decimoquinta edición del Trofeo Mohamed V. La competición de clubes se disputó en Casablanca, Marruecos. Fueron invitados 3 clubes de la CAF, que se sumaron al campeón de la liga marroquí. La copa fue ganada por el WAC Casablanca, que venció en la final por penales a Canon Yaoundé.

## Equipos participantes
En cursiva los debutantes.
| Confederación | País                                           | Equipo                                          | Vía de clasificación                                                     |
| ------------- | ---------------------------------------------- | ----------------------------------------------- | ------------------------------------------------------------------------ |
| CAF           | Camerún Guinea Marruecos (Organizador) Senegal | Canon Yaoundé Hafia WAC Casablanca Jeanne d'Arc | Invitados Campeón de la Campeonato Nacional de Fútbol (1977/78) Invitado |

## Final
Por motivos desconocidos, solo 2 participantes terminaron disputando la competencia.
|                                                                                 | WAC Casablanca                                                            | 1:1 (4:3 p.)               | Canon Yaoundé                                          | Mohammed V, Casablanca |  |
|                                                                                 |                                                                           | Tiros desde el punto penal |                                                        |                        |  |
|                                                                                 | Acierto de penal · Acierto de penal · Acierto de penal · Acierto de penal |                            | Acierto de penal · Acierto de penal · Acierto de penal |                        |  |
| Primer y único equipo de la CAF y del país organizador en ganar la competencia. |                                                                           |                            |                                                        |                        |  |

| Bandera de Marruecos             |
| Campeón WAC Casablanca 1° título |

## Estadística
| Pos. | Equipo         | Pts | PJ | PG | PE | PP | GF | GC | Dif. | Rend. |
| ---- | -------------- | --- | -- | -- | -- | -- | -- | -- | ---- | ----- |
| 1    | WAC Casablanca | 1   | 1  | 0  | 1  | 0  | 1  | 1  | 0    | 50%   |
| 2    | Canon Yaoundé  | 1   | 1  | 0  | 1  | 0  | 1  | 1  | 0    | 50%   |